# Johannes Schmidt (Philologe, 1841)
Johannes Eusebius Samuel Schmidt (* 31. Juli 1841 in Berlin-Mitte; † 16. August 1925 in Berlin-Steglitz) war ein deutscher Gymnasiallehrer.

## Leben
Johannes E. S. Schmidt war der älteste Sohn von Eusebius Schmidt, dem Leiter der Mädchenschule im Französischen Dom auf dem Gendarmenmarkt in Berlin. Nach dem Abitur am Kgl. Französischen Gymnasium zu Berlin am 27. März 1861 und dem Studium an der Berliner Universität absolvierte er sein Probejahr am Französischen Gymnasium Berlin und wurde 1866 Ordentlicher Lehrer am Luisenstädtischen Gymnasium zu Berlin, ab 1866 Oberlehrer. Am 18. März 1866 wurde er zum Dr. phil. promoviert. 1885 wurde Schmidt Gymnasialprofessor für die Fächer Deutsch, Latein, Griechisch, Französisch, Geschichte und Allgemeinbildung.
Johannes Schmidt heiratete 1870 Theodora Sophia Philippi, eine Urenkelin Charlotte Buffs, der Jugendliebe Goethes, die diesen zu seinem Roman Die Leiden des jungen Werthers inspiriert hatte. Ihre gemeinsamen Kinder waren der Bildhauer Erich Schmidt-Kestner, der Schriftsteller, Dichter und Fliegerhauptmann Hans Schmidt-Kestner, die Bildhauerin und Malerin Gertrud Schmidt sowie Elisabeth Schmidt, eine Geigenlehrerin.

## Veröffentlichungen
- De Epithetis compositis in tragoedia Graeca usurpatis. Dissertation Berlin 1865.
- Schiller und Rousseau. (= Sammlung gemeinverständlicher wissenschaftlicher Vorträge XI. Ser, Heft 256). C. Habel, Berlin 1876.
- Ueber die französische Nominalzusammensetzung. Ein Beitrag zur wissenschaftlichen Grammatik der französischen Sprache. Berlin 1872.
- Die Französische Domschule und das Französische Gymnasium zu Berlin. Herausgegeben und kommentiert von Rüdiger R. E. Fock. Verlag Dr. Kovac, Hamburg 2008, ISBN 978-3-8300-3478-0.